# 垣護之
垣 護之（えん ごし、395年 - 464年）は、南朝宋の軍人。字は彦宗。彭城郡武原県の出身。本貫は略陽郡望垣県。

## 経歴
垣苗の子として生まれた。義熙11年（415年）、劉裕の下で従軍して司馬休之を討った。宋国が建てられると、世子中軍府長史となり、行参軍を兼ねた。永初年間、奉朝請に任じられた。元嘉初年、殿中将軍となった。元嘉7年（430年）、到彦之の下で北伐に参加した。到彦之が滑台を放棄して撤退しようとすると、これに反対したが、聞き入れられなかった。江夏王劉義恭の下で征北行参軍・北高平郡太守となった。禁制品を運んだ罪で収監されたが、長らくして釈放された。衡陽王劉義季の下で征北長流参軍となり、宣威将軍・鍾離郡太守に転じた。
元嘉27年（450年）、文帝が北伐の軍を起こして、王玄謨が滑台を攻撃すると、護之は百隻の小舟を率いて、石済に拠った。石済は滑台の西南120里のところにあり、北魏の太武帝の率いる援軍がやってくると、護之は王玄謨に連絡して急攻を勧めたが、聞き入れられなかった。王玄謨は敗れて滑台包囲を解いて退却したが、護之に連絡する余裕がなかった。護之は敵中で孤立したと知ると、黄河を下って撤退しようとした。北魏は宋の水軍を捕らえるため、三重の鉄鎖を布いて黄河を遮断していた。黄河の水流は早く、護之の艦隊は中流で鉄鎖にかかったが、長柯斧で鉄鎖を切断し、1隻を失っただけで撤退できた。帰還すると、江夏王劉義恭の下で驃騎戸曹参軍となり、淮陰に駐屯した。建武将軍の号を加えられ、済北郡太守を兼ねた。元嘉29年（452年）、2000人を率いて張永の下で碻磝を攻撃した。北魏の杜道俊らが来援したため、護之はこれをはばみ、魏軍は東方に撤退した。護之は蕭思話の命を受けて梁山に入り、北魏の韓元興らの攻撃を受けたが、撃退した。蕭思話は撤退を企図して、「沈慶之の援軍が来るので、火急に済口に橋を作るように」と護之に命じた。護之はその意を知りながら、即座に白丁を分遣して橋を作らせた。また蕭思話は河の北岸に乞活堡を作らせて撤退に際しての追撃を防がせた。
元嘉30年（453年）春、劉劭が文帝を殺害すると、護之は歴城に駐屯地を移した。孝武帝が劉劭を討つべく起兵したと聞くと、護之は部下を率いて馳せ参じ、都督冀州青州之済南楽安太原三郡諸軍事・寧遠将軍・冀州刺史に任じられた。孝建元年（454年）、南郡王劉義宣が反乱を起こすと、護之の妻の弟にあたる兗州刺史徐遺宝が反乱に呼応して、護之に同心を勧める使者を送ってきたため、護之はその経緯を孝武帝に報告する使者を送った。徐遺宝が湖陸に駐屯していたため、護之は子の垣恭祖に歴城を守らせ、自らは徐遺宝を襲撃するべく進軍した。途中で鄒山を経由して、兗州の別軍を撃破した。湖陸まで60里のところまで進軍すると、徐遺宝は城を焼いて西に逃亡した。護之は兗州を平定すると、建康に召還されて游撃将軍の号を受けた。
護之は沈慶之の下で魯爽を攻撃し、輔国将軍の号を加えられた。劉義宣が軍を率いて梁山に入ると、王玄謨と対峙した。護之は柳元景の下で水軍を率いて梁山に向かい、反乱軍の部将の龐法起を姑孰で撃破し、王玄謨と合流した。反乱軍側の艦が密集していたことから、護之は火計を王玄謨に提案して容れられ、隊主の張談らが反乱軍の艦を焼き討ちすると、強風に煽られて炎上し、反乱軍は敗走した。梁山が平定されると、護之は軍を率いて追撃し、江陵を平定した朱修之と合流して、尋陽に帰還した。8月、都督徐兗二州豫州之梁郡諸軍事・寧朔将軍・徐州刺史に任じられ、益陽県侯に封じられた。
孝建2年（455年）、護之は論功に私情を挟んだ罪で免官された。游撃将軍として再起し、まもなく大司馬・輔国将軍に転じ、南東海郡太守を兼ねた。受けないうちに、都督青冀二州諸軍事・寧遠将軍・青冀二州刺史に任じられ、歴城に駐屯した。孝建3年（456年）、寧朔将軍に進み、都督徐州之東莞東安二郡諸軍事の任を加えられた。孝武帝は歴城が要害であることから、青州を歴城に移して青州と冀州を併置しようと企図した。朝廷では異論が多かったが、護之は北魏の侵攻が必ず歴城を経由することから、二州併置が経略にかなっていると主張して、青冀二州の歴城併置が決定された。
大明3年（459年）、右衛将軍として召還された。建康に帰る道中で竟陵王劉誕が広陵で反乱を起こしたため、護之は部下を率いて沈慶之の麾下に入った。劉誕の乱が平定されると、護之は西陽王劉子尚の下で撫軍司馬・臨淮郡太守となった。大明4年（460年）、使持節・都督豫司二州諸軍事・輔国将軍・豫州刺史・淮南郡太守として出向した。再び沈慶之の下で西陽蛮を討った。護之の行くところ収奪が多く、賄賂を取って私財を蓄積した。大明7年（463年）、罪に問われて獄に下り、免官された。大明8年（464年）、太中大夫として再び起用されることとなったが、受けないうちに死去した。享年は70。諡は壮侯といった。永光元年（465年）、冠軍将軍・豫州刺史の位を追贈された。

## 子女
- 垣承祖（後嗣）
- 垣恭祖（次子、梁南秦二州刺史）

## 伝記資料
- 『宋書』巻50 列伝第10
- 『南史』巻25 列伝第15